# Op zoek naar Zorro
Op zoek naar Zorro is de vierde talentenshow in de op zoek naar ... reeks. In deze serie werd gezocht naar een hoofdrolspeler voor de Nederlandstalige productie van de musical Zorro. De serie werd gewonnen door Tommie Christiaan op zaterdag 19 februari 2011. De presentatie van het programma werd gedaan door Frits Sissing.

## Programma
De eerste uitzending was op vrijdag 31 december 2010. In de eerste uitzending werden de elf kandidaten een voor een aan het publiek voorgesteld. Een dag later, op 1 januari 2011, werd de eerste liveshow uitgezonden. De musical Zorro ging in première op 17 april 2011 in het DeLaMar Theater in Amsterdam.
Tijdens de finaleshow op 19 februari 2011 won Tommie Christiaan de hoofdrol van Zorro. De andere finalisten waren Ruud van Overdijk, die als eerste afviel, en Roman van der Werff, die als tweede eindigde.

## Zorro's
| Plek | Zorro's | Zorro's              | Leeftijd                   | Show 1   | Show 2              | Show 3              | Show 4              | Show 4              | Show 5              | Show 6              | Show 7              | Show 8              | Show 8              |
| Plek | Zorro's | Zorro's              | Leeftijd                   | Show 1   | Show 2              | Show 3              | Part 1              | Part 2              | Show 5              | Show 6              | Show 7              | Part 1              | Part 2              |
| ---- | ------- | -------------------- | -------------------------- | -------- | ------------------- | ------------------- | ------------------- | ------------------- | ------------------- | ------------------- | ------------------- | ------------------- | ------------------- |
| 1    |         | Tommie Christiaan    | 24 jaar (24 februari 1986) |          |                     |                     |                     |                     |                     |                     |                     |                     | Winnaar             |
| 2    |         | Roman van der Werff  | 26 jaar (7 mei 1984)       |          |                     |                     |                     |                     |                     | Sing-Off            |                     |                     | Runner-Up           |
| 3    |         | Ruud van Overdijk    | 23 jaar (11 juni 1987)     |          |                     |                     |                     |                     |                     |                     | Sing-Off            | Bottom              | Derde plek          |
| 4    |         | Dennis de Groot 1    | 28 jaar (1 juli 1982)      |          |                     |                     |                     |                     |                     |                     | Sing-Off            | Geëlimineerd week 7 | Geëlimineerd week 7 |
| 5    |         | Mischa Kiek          | 22 jaar (21 oktober 1988)  |          |                     |                     | Sing-Off            |                     | Sing-Off            | Sing-Off            | Geëlimineerd week 6 | Geëlimineerd week 6 | Geëlimineerd week 6 |
| 6    |         | Marijn Brouwers      | 35 jaar (15 augustus 1975) |          |                     | Sing-Off            |                     | Sing-Off            | Sing-Off            | Geëlimineerd week 5 | Geëlimineerd week 5 | Geëlimineerd week 5 | Geëlimineerd week 5 |
| 7    |         | Kelvin Wormgoor      | 26 jaar (12 mei 1984)      |          | Sing-Off            |                     |                     | Sing-Off            | Geëlimineerd week 4 | Geëlimineerd week 4 | Geëlimineerd week 4 | Geëlimineerd week 4 | Geëlimineerd week 4 |
| 8    |         | Jeroen Dekkers       | 21 jaar (26 januari 1989)  |          |                     |                     | Sing-Off            | Geëlimineerd week 4 | Geëlimineerd week 4 | Geëlimineerd week 4 | Geëlimineerd week 4 | Geëlimineerd week 4 | Geëlimineerd week 4 |
| 9    |         | Dennis ten Vergert   | 30 jaar (9 april 1980)     |          |                     | Sing-Off            | Geëlimineerd week 3 | Geëlimineerd week 3 | Geëlimineerd week 3 | Geëlimineerd week 3 | Geëlimineerd week 3 | Geëlimineerd week 3 | Geëlimineerd week 3 |
| 10   |         | Samuel Hubner Casado | 25 jaar (9 maart 1985)     | Sing-Off | Sing-Off            | Geëlimineerd week 2 | Geëlimineerd week 2 | Geëlimineerd week 2 | Geëlimineerd week 2 | Geëlimineerd week 2 | Geëlimineerd week 2 | Geëlimineerd week 2 | Geëlimineerd week 2 |
| 11   |         | Sandor Sturbl        | 25 jaar (9 augustus 1985)  | Sing-Off | Geëlimineerd week 1 | Geëlimineerd week 1 | Geëlimineerd week 1 | Geëlimineerd week 1 | Geëlimineerd week 1 | Geëlimineerd week 1 | Geëlimineerd week 1 | Geëlimineerd week 1 | Geëlimineerd week 1 |

Notes
1 Meteen nadat bekend werd dat Dennis de Groot was afgevallen, bood Erwin van Lambaart hem een baan aan als een belangrijk lid van het ensemble in de musical Zorro, die Dennis aannam.

## Jury's favoriete Zorro
| Liveshows   | Erwin van Lambaart  | Pia Douwes          | Gastjurylid          |
| ----------- | ------------------- | ------------------- | -------------------- |
| Liveshow 1  | Dennis ten Vergert  | Ruud van Overdijk   | Samuel Hubner Casado |
| Liveshow 2  | Ruud van Overdijk   | Tommie Christiaan   | Ruud van Overdijk    |
| Liveshow 3  | Roman van der Werff | Jeroen Dekkers      | Roman van der Werff  |
| Liveshow 4  | Tommie Christiaan   | Roman van der Werff | Ruud van Overdijk    |
| Liveshow 5  | Roman van der Werff | Tommie Christiaan   | Tommie Christiaan    |
| Liveshow 6  | Ruud van Overdijk   | Dennis de Groot     | Tommie Christiaan    |
| Liveshow 7  | Ruud van Overdijk   | Tommie Christiaan   | Tommie Christiaan    |
| Liveshow 81 | Tommie Christiaan   | 2                   | 3                    |

1 Willems keuze voor Zorro was Roman van der Werff
2 Pia kon geen keuze maken
3 Monique kon geen keuze maken

## Liveshows

#### Week 1 (1 januari 2011)
Gastjurylid: Brigitte Heitzer

Opening mash-up: "I Gotta Feeling" (The Black Eyed Peas)/ "Huil niet om mij Argenthina (Don't Cry for Me Argentina)" (uit de musical Evita)/ "Sluit alle deuren maar (Close Every Door)" (uit de musical Joseph)/ "Alles kan (Anything Can Happen)" (uit de musical Mary Poppins) met Brigitte Heitzer; Freek Bartels en Noortje Herlaar

Group mash-up: "Beggin'" (Madcon)/ "You Keep Me Hangin' On" (The Supremes)
| Volgorde                                                | Zorro | Zorro                | Liedje                                                      | Resultaat    |
| ------------------------------------------------------- | ----- | -------------------- | ----------------------------------------------------------- | ------------ |
| 1                                                       |       | Tommie Christiaan    | "Tegen alle verwachtingen" (uit de musical Nine)            | Veilig       |
| 2                                                       |       | Kelvin Wormgoor      | "Sway" (Junkie XL feat. Michael Bublé)                      | Veilig       |
| 3                                                       |       | Samuel Hubner Casado | "Zeg me dat het niet zo is" (Frank Boeijen)                 | Sing-Off     |
| 4                                                       |       | Roman van der Werff  | "I Got Life" (uit de musical Hair)                          | Veilig       |
| 5                                                       |       | Marijn Brouwers      | "Ik vroeg te veel" (uit de musical Joe)                     | Veilig       |
| 6                                                       |       | Jeroen Dekkers       | "Billionaire" (Travie McCoy feat. Bruno Mars)               | Veilig       |
| 7                                                       |       | Sandor Sturbl        | "Tot het einde (Go the Distance)" (uit de musical Herucles) | Sing-Off     |
| 8                                                       |       | Ruud van Overdijk    | "Whataya Want from Me" (Adam Lambert)                       | Veilig       |
| 9                                                       |       | Mischa Kiek          | "Mensenkind (Son of Man)" (uit de musical Tarzan)           | Veilig       |
| 10                                                      |       | Dennis de Groot      | "Have You Ever Really Loved A Woman" (Bryan Adams)          | Veilig       |
| 11                                                      |       | Dennis ten Vergert   | "Het is over" (Jeroen van der Boom)                         | Veilig       |
| Sing-Off; "Niets dan dit" (BLØF en Trijntje Oosterhuis) |       |                      |                                                             |              |
| 1                                                       |       | Sandor Sturbl        | Sandor Sturbl                                               | Geëlimineerd |
| 2                                                       |       | Samuel Hubner Casado | Samuel Hubner Casado                                        | Veilig       |

#### Week 2 (8 januari 2011)
Gastjurylid: Karin Bloemen

Opening mash-up: "Relight My Fire" (Dan Hartman)/ "We Didn't Start the Fire" (Billy Joel) met Karin Bloemen

Group mash-up: Teenage Dream (Katy Perry)
| Volgorde                         | Zorro | Zorro                | Liedje                                                                   | Resultaat    |
| -------------------------------- | ----- | -------------------- | ------------------------------------------------------------------------ | ------------ |
| 1                                |       | Jeroen Dekkers       | "Just the way you are" (Billy Joel)                                      | Veilig       |
| 2                                |       | Dennis de Groot      | "De laatste dans (The Last Dance)" (uit de musical Elisabeth)            | Veilig       |
| 3                                |       | Roman van der Werff  | "Every little thing she does is magic" (The Police)                      | Veilig       |
| 4                                |       | Marijn Brouwers      | "Engel van kristal (Crystal Angel)" (uit de musical 3 Musketiers)        | Veilig       |
| 5                                |       | Dennis ten Vergert   | "Livin' la vida loca" (Ricky Martin)                                     | Veilig       |
| 6                                |       | Mischa Kiek          | "Wat voorbij is" (Karin Bloemen)                                         | Veilig       |
| 7                                |       | Samuel Hubner Casado | "Somewhere only we know" (Keane)                                         | Sing-Off     |
| 8                                |       | Ruud van Overdijk    | "Zij" (Marco Borsato)                                                    | Veilig       |
| 9                                |       | Kelvin Wormgoor      | "Als ik bij je ben (Not While I'm Around)" (uit de musical Sweeney Todd) | Sing-Off     |
| 10                               |       | Tommie Christiaan    | "Make 'em laugh" (uit de musical Singin' in the Rain)                    | Veilig       |
| Sing-Off; "De laatste dag" (3JS) |       |                      |                                                                          |              |
| 1                                |       | Samuel Hubner Casado | Samuel Hubner Casado                                                     | Geëlimineerd |
| 2                                |       | Kelvin Wormgoor      | Kelvin Wormgoor                                                          | Veilig       |

#### Week 3 (15 januari 2011)
Gastjurylid: Kim-Lian van der Meij

Opening mash-up: "I Kissed a Girl" (Katy Perry) / "Only Girl (In the World)" (Rihanna) met Kim-Lian van der Meij

Group mash-up: Mercy (Duffy)
| Volgorde                                                 | Zorro | Zorro               | Liedje                                                                              | Resultaat    |
| -------------------------------------------------------- | ----- | ------------------- | ----------------------------------------------------------------------------------- | ------------ |
| 1                                                        |       | Marijn Brouwers     | "Ordinary People" (John Legend)                                                     | Sing-off     |
| 2                                                        |       | Tommie Christiaan   | "Cool" (uit de musical West Side Story)                                             | Veilig       |
| 3                                                        |       | Dennis de Groot     | "You don't know" (Milow)                                                            | Veilig       |
| 4                                                        |       | Mischa Kiek         | "Waarom ben ik hier" (uit de musical Joe)                                           | Veilig       |
| 5                                                        |       | Dennis ten Vergert  | "I'm Alive" (uit de musical Next To Normal)                                         | Sing-off     |
| 6                                                        |       | Roman van der Werff | "Alsof je bij me bent" (Nurlaila Karim)                                             | Veilig       |
| 7                                                        |       | Kelvin Wormgoor     | "Mack the knife" (Robbie Williams)                                                  | Veilig       |
| 8                                                        |       | Jeroen Dekkers      | "Want je vernielt me (Your Love Will Kill Me)" (uit de musical Notre Dame de Paris) | Veilig       |
| 9                                                        |       | Ruud van Overdijk   | "Kiss from a rose" (Seal)                                                           | Veilig       |
| Sing-Off; "Zeg me dat het niet waar is" (Blood Brothers) |       |                     |                                                                                     |              |
| 1                                                        |       | Marijn Brouwers     | Marijn Brouwers                                                                     | Veilig       |
| 2                                                        |       | Dennis ten Vergert  | Dennis ten Vergert                                                                  | Geëlimineerd |

#### Week 4 (22 januari 2011)
Gastjurylid: Antje Monteiro

Opening mash-up: "Livin' on a Prayer" (Bon Jovi) / "Like a Prayer" (Madonna) met Antje Monteiro

Group mash-up: "Kiss" (Prince and The Revolution)
| Volgorde | Zorro | Zorro               | Liedje                                                             | Resultaat        |
| --- | ----- | ------------------- | ------------------------------------------------------------------ | ---------------- |
| 1 |       | Jeroen Dekkers      | "Me And My Shadow" (Robbie Williams)                               | Sing Off; part 1 |
| 2 |       | Mischa Kiek         | "Me And My Shadow" (Robbie Williams)                               | Sing Off; part 1 |
| 3 |       | Kelvin Wormgoor     | "Lang Is De Nacht (Endless Nights)" (uit de musical The Lion King) | Sing Off; part 2 |
| 4 |       | Marijn Brouwers     | "Lang Is De Nacht (Endless Nights)" (uit de musical The Lion King) | Sing Off; part 2 |
| 5 |       | Ruud van Overdijk   | "Hair" (uit de musical Hair)                                       | Veilig           |
| 6 |       | Dennis de Groot     | "Hair" (uit de musical Hair)                                       | Veilig           |
| 7 |       | Tommie Christiaan   | "Houten Hart" (De Poema's)                                         | Veilig           |
| 8 |       | Roman van der Werff | "Houten Hart" (De Poema's)                                         | Veilig           |
| Sing-Off; part 1; "Afscheid nemen bestaat niet" (Marco Borsato)                                                             |       |                     |                                                                    |                  |
| 1 |       | Jeroen Dekkers      | Jeroen Dekkers                                                     | Geëlimineerd     |
| 2 |       | Mischa Kiek         | Mischa Kiek                                                        | Veilig           |
| Sing-Off; part 2; "Sluit alle deuren maar (Close Every Door)" (uit de musical Joseph and the Amazing Technicolor Dreamcoat) |       |                     |                                                                    |                  |
| 1 |       | Kelvin Wormgoor     | Kelvin Wormgoor                                                    | Geëlimineerd     |
| 2 |       | Marijn Brouwers     | Marijn Brouwers                                                    | Veilig           |

#### Week 5 (29 januari 2011)
Gastjurylid: Ellen ten Damme

Opening mash-up: The Time Warp (The Rocky Horror Picture Show)

Group mash-up: Dancing in the Street (Martha & The Vandellas)/It should be dancing (Bee Gees)/Dancing on the ceiling (Lionel Richie)
| Volgorde                                             | Zorro | Zorro               | Liedje                                              | Resultaat    |
| ---------------------------------------------------- | ----- | ------------------- | --------------------------------------------------- | ------------ |
| 1                                                    |       | Roman van der Werff | "Feelin' Good" (Michael Bublé)                      | Veilig       |
| 2                                                    |       | Mischa Kiek         | "'t Is Alsof De Wereld Vergaat" (Paul de Leeuw)     | Sing-off     |
| 3                                                    |       | Dennis de Groot     | "One Night Only" (John Barrowman)                   | Veilig       |
| 4                                                    |       | Tommie Christiaan   | "Als Mijn Hoofd m'n Hart Vertrouwt" (Marco Borsato) | Veilig       |
| 5                                                    |       | Ruud van Overdijk   | "Wat Is Haar Mysterie" (The Wild Party)             | Veilig       |
| 6                                                    |       | Marijn Brouwers     | "Don't Stop Me Now" (Queen)                         | Sing-off     |
| 3-tallen                                             |       |                     |                                                     |              |
| 1                                                    |       | Mischa Kiek         | "Maria" (Ricky Martin)                              | Sing-off     |
| 2                                                    |       | Roman van der Werff | "Maria" (Ricky Martin)                              | Veilig       |
| 3                                                    |       | Tommie Christiaan   | "Maria" (Ricky Martin)                              | Veilig       |
| 4                                                    |       | Marijn Brouwers     | "Total Eclipse Of The Heart" (Tanz der Vampire)     | Sing-off     |
| 5                                                    |       | Ruud van Overdijk   | "Total Eclipse Of The Heart" (Tanz der Vampire)     | Veilig       |
| 6                                                    |       | Dennis de Groot     | "Total Eclipse Of The Heart" (Tanz der Vampire)     | Veilig       |
| Sing-Off; "Vleugels van mijn vlucht" (Paul de Leeuw) |       |                     |                                                     |              |
| 1                                                    |       | Mischa Kiek         | Mischa Kiek                                         | Veilig       |
| 2                                                    |       | Marijn Brouwers     | Marijn Brouwers                                     | Geëlimineerd |

#### Week 6 (5 februari 2011)
Gastjurylid: Chantal Janzen

Opening mash-up: "Love don't let me go" (David Guetta) / "Can't you get out of my head" (Kylie Minogue) / "Lovefool" (the Cardigans)

Group mash-up: "I Was Made for Lovin' You" (Kiss)
| Volgorde                                                        | Zorro | Zorro               | Liedje 1                                                    | Volgorde            | Liedje 2                                               | Resultaat    |
| --------------------------------------------------------------- | ----- | ------------------- | ----------------------------------------------------------- | ------------------- | ------------------------------------------------------ | ------------ |
| 1                                                               |       | Dennis de Groot     | "Footloose" (uit musical Footloose)                         | 6                   | "Voor haar" (Frans Halsema)                            | Veilig       |
| 2                                                               |       | Ruud van Overdijk   | "Zonder jou" (Willy Nelson) (speciale bewerking)            | 7                   | "Pinball Wizard" (uit rockopera Tommy)                 | Veilig       |
| 3                                                               |       | Mischa Kiek         | "Lady's choice" (uit de musical Hairspray)                  | 8                   | "Liefde van later" (Jacques Brel)                      | Sing-off     |
| 4                                                               |       | Tommie Christiaan   | "I don't wanna miss a thing" (Aerosmith)                    | 9                   | "Kom terug en dans met mij" (uit musical My Fair Lady) | Veilig       |
| 5                                                               |       | Roman van der Werff | "In de straat waar jij woont" (uit de musical My Fair Lady) | 10                  | "On the wings of love" (Jeffrey Osborn)                | Sing-off     |
| Sing-Off; "De winnaar krijgt de macht" (uit musical Mamma Mia!) |       |                     |                                                             |                     |                                                        |              |
| 1                                                               |       | Roman van der Werff | Roman van der Werff                                         | Roman van der Werff | Roman van der Werff                                    | Veilig       |
| 2                                                               |       | Mischa Kiek         | Mischa Kiek                                                 | Mischa Kiek         | Mischa Kiek                                            | Geëlimineerd |

#### Week 7 (12 februari 2011)
Gastjurylid: Berget Lewis

Opening mash-up: "When love takes over" (Kelly Rowland) / "DJ got us fallin' in love" (Usher en Pitbull)

Group mash-up: "The Final Countdown" (Europe) / "He's a Pirate" Pirates of the Caribbean / "Another One Bites the Dust" (Queen) (inclusief met elkaar schermen)
| Volgorde                                         | Zorro | Zorro               | Liedje 1                                                           | Volgorde          | Liedje 2                                                                            | Resultaat    |
| ------------------------------------------------ | ----- | ------------------- | ------------------------------------------------------------------ | ----------------- | ----------------------------------------------------------------------------------- | ------------ |
| 1                                                |       | Roman van der Werff | "Dat ik besta" (John Barrymore)                                    | 5                 | "You're the one that I want" (uit de musical Grease), samen met Rosalie de Jong     | Veilig       |
| 2                                                |       | Tommie Christiaan   | "Night Fever" (uit de musical Saturday Night Fever)                | 6                 | "Wereld Zonder Jou" (Marco Borsato & Trijntje Oosterhuis), samen met Nurlaila Karim | Veilig       |
| 3                                                |       | Dennis de Groot     | "Melodieën van de nacht" (uit de musical The Phantom of the Opera) | 7                 | "Borderline/Open Your Heart" (Madonna), samen met Bettina Holwerda                  | Sing-off     |
| 4                                                |       | Ruud van Overdijk   | "River Deep - Mountain High" (Ike & Tina Turner)                   | 8                 | "Ergens in de Sterren" (uit de musical Aida), samen met Pearl Jozefzoon             | Sing-off     |
| Sing-Off; "Bloed, zweet en tranen" (André Hazes) |       |                     |                                                                    |                   |                                                                                     |              |
| 1                                                |       | Ruud van Overdijk   | Ruud van Overdijk                                                  | Ruud van Overdijk | Ruud van Overdijk                                                                   | Veilig       |
| 2                                                |       | Dennis de Groot     | Dennis de Groot                                                    | Dennis de Groot   | Dennis de Groot                                                                     | Geëlimineerd |

#### Week 8 (finale) (19 februari 2011)
Gastjurylid: Monique van de Ven 

Opening mash-up: "Bamboleo" en "Djobi, Djoba" (uit de musical Zorro), samen met Lone van Roosendaal + het ensemble van de musical Zorro en alle afgevallen Zorro's 

Liveshow finalisten: "The lady is a tramp" (Frank Sinatra), "Bad boys" (Alexandra Burke), samen met Pia Douwes
| Volgorde   | Zorro | Zorro               | Liedje | Resultaat    |
| ---------- | ----- | ------------------- | --- | ------------ |
| 1          |       | Ruud van Overdijk   | "Wat is mijn hart" (Marco Borsato) | Geëlimineerd |
| 2          |       | Roman van der Werff | "Jij moet verder" (René Froger) | Veilig       |
| 3          |       | Tommie Christiaan   | "Omarm" (van BLØF) | Veilig       |
| Resultshow |       |                     | |              |
| 1          |       | Roman van der Werff | "Een liefde die niet mag bestaan" (uit musical Zorro), samen met Michelle Splietelhof (Luisa in musical Zorro)                                       | Veilig       |
| 2          |       | Tommie Christiaan   | "Een liefde die niet mag bestaan" (uit musical Zorro), samen met Michelle Splietelhof (Luisa in musical Zorro)                                       | Veilig       |
| 1          |       | Roman van der Werff | "Hoop" (uit musical Zorro) | Runner-up    |
| 2          |       | Tommie Christiaan   | "Hoop" (uit musical Zorro) | Winnaar      |
| Na winst   |       |                     | |              |
| 1          |       | Tommie Christiaan   | "Masker" (slotlied van 'Op zoek naar Zorro', maar dan een aangepaste winnaarsversie), "Baila Me" (uit musical Zorro), met ensemble van musical Zorro | Winnaar      |

Andermans Veren ·
Atlas ·
Babbelonië ·
BankGiro Loterij Restauratie ·
Blik op de weg ·
Bloedverwanten ·
Buitenhof** ·
Dag Juf, tot morgen ·
De Astronautjes ·
De Bereboot ·
De Brekers ·
De Droomshow ·
De Sleutels van Fort Boyard ·
De tiende van Tijl ·
De Troon ·
Die is de mol! ·
EenVandaag* ·
Een mens wil... ·
Eén van de acht ·
Expeditie Poolcirkel*** ·
Fort Boyard ·
Gouden Televizier-Ring Gala ·
Hoe heurt het eigenlijk? ·
In de hoofdrol ·
Join the Beat ·
Junior Eurovisiesongfestival ·
Junior Songfestival ·
Karel ·
Kinderprinsengrachtconcert ·
Koefnoen ·
Kom er maar eens achter ·
Lawaaipapegaai ·
Mag ik u kussen? ·
Mensen zoals jij en ik ·
Missers! ·
Nederland in Beweging!**** ·
Ontdek je plekje ·
Op de Bon ·
Op zoek naar Danny & Sandy ·
Op zoek naar Evita ·
Op zoek naar Joseph ·
Op zoek naar Maria ·
Op zoek naar Mary Poppins ·
Op zoek naar Zorro ·
Opium ·
Opsporing Verzocht ·
Prinsengrachtconcert ·
Service Salon ·
Sterrenjacht ·
Sterrenslag ·
Stuif es in ·
Telebingo ·
Televizier ·
The Phone ·
Toppop3 ·
Tussen Kunst & Kitsch ·
Vinger aan de Pols ·
We gaan nog niet naar huis ·
Wedden dat..? ·
Wie-kent-kwis ·
Wie is de Mol? ·
Wie is de Mol? Junior ·
Wordt Vervolgd
* In samenwerking met de TROS
** In samenwerking met VARA en VPRO
*** Dit programma is overgegaan naar RTL 5
**** Dit programma is overgegaan naar MAX